# دوازدهمین عضو هیئت منصفه
دوازدهمین عضو هیئت منصفه (انگلیسی: The Twelfth Juror) یک فیلم کمدی صامت کوتاه به کارگردانی جورج لسی است که در سال ۱۹۱۳ منتشر شد. هارولد لوید هم در این فیلم نقشی بازی کرده است، اما نامش در عنوان‌بندیِ فیلم ذکر نشده است.

## بازیگران
- بن اف. ویلسون
- لورا سویر
- جک کانوی
- آر. هنری گری
- هارولد لوید